# Cytherella vulgata
Cytherella vulgata is een mosselkreeftjessoort uit de familie van de Cytherellidae. De wetenschappelijke naam van de soort is voor het eerst geldig gepubliceerd in 1962 door Ruggieri.